# Židovský hřbitov v Milevsku
Židovský hřbitov v Milevsku se nachází asi 2 km severovýchodně od náměstí E. Beneše v lesíku za samotou č. p. 179 patřící k Sepekovu, zvanou Židovna. Katastrálně patří hřbitov Sepekovu.  Je chráněn jako kulturní památka České republiky. Hřbitov leží na návrší zvaném Na Židovně, které je vlevo od silnice na Tábor. Na této lokalitě dříve bývala panská hájovna, než na klášterních pozemcích byl hřbitov v 18. století založen. Premonstrátský řád podporoval jejich obchodní činnost v městě.
Hřbitov byl založen před rokem 1714. Podle hebrejského nápisu na nejstarším náhrobku byl prvním pohřbeným cizí člověk Natan, který v Milevsku zemřel. Nejstarší náhrobky pocházejí z 20. let 18. století. V areálu o rozloze 1942 m2. se dochovalo asi 200 náhrobků. Jsou mezi nimi i cenné barokní a klasicistní kameny. V areálu stojí secesní obřadní síň, na které je v češtině a hebrejštině vepsán nápis „Prach jsi a v prach se obrátíš“.
Hřbitov je vedený v Seznamu kulturních památek v okrese Písek. Na křižovatce Týnické ulice a cesty vedoucí k Židovně se nalézá kamenný kříž. Tento kříž nechal vztyčit opat Zikmund Antonín Starý v roce 1894.